# الیور سورگ
الیور سورگ (انگلیسی: Oliver Sorg؛ زادهٔ ۲۹ مهٔ ۱۹۹۰) یک بازیکن فوتبال اهل آلمان است.
وی همچنین در تیم ملی فوتبال آلمان بازی کرده است.